# Pteralyxia macrocarpa
Pteralyxia macrocarpa är en oleanderväxtart som först beskrevs av Wilhelm B. Hillebrand och som fick sitt nu gällande namn av Karl Moritz Schumann.
Pteralyxia macrocarpa ingår i släktet Pteralyxia och familjen oleanderväxter. IUCN kategoriserar arten globalt som sårbar. Inga underarter finns listade i Catalogue of Life.